# Towerview Unit

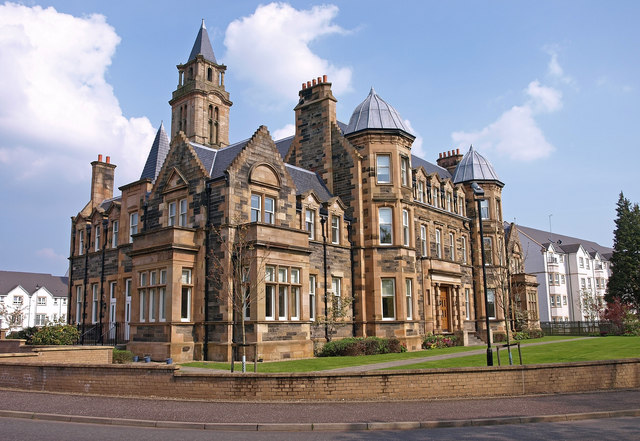
Towerview Unit

Die Towerview Unit, ehemals Govan District Asylum und Hawkhead Lunatic Asylum, ist eine ehemalige psychiatrische Klinik in der schottischen Stadt Glasgow. Heute wird sie als psychiatrische Abteilung des Leverndale Hospitals an anderem Ort fortgeführt.
1970 wurde die Anlage in die schottischen Denkmallisten in der höchsten Denkmalkategorie A aufgenommen.

## Geschichte
Die Ausschreibung zum Bau des Komplexes im Jahre 1890 gewann das Architekturbüro Stark & Rowntree. Am 3. Oktober 1893 fand die Grundsteinlegung statt. Das betreibende Govan District Lunacy Board eröffnete die Einrichtung am 18. Januar 1896, obschon bereits seit September 1895 erste Patienten eingeliefert worden waren. Im Jahre 1903 wurden weitere Gebäude nach einem Entwurf von H & D Barclay hinzugefügt. Hierdurch erhöhte sich die Kapazität von 400 auf 520 Patienten.
Zu einem nicht näher benannten Zeitpunkt zwischen 1919 und 1931 wurden acht weitere Gebäude hinzugefügt. Den Entwurf hierzu lieferte James Taylor. Ab 1930 wurde das Krankenhaus von der Glasgow Corporation betrieben und hatte dann seit 1948 den National Health Service als Träger. Im Laufe der 1960er und 1970er Jahre wurde das Hawkhead Lunatic Asylum abermals um eine psychogeriatrische Abteilung erweitert. Seit 1964 trug die Einrichtung den Namen Leverndale Hospital. In den 1980er und 1990er Jahren wurde die Anlage schrittweise außer Betrieb genommen und die Abteilungen in neueren Gebäuden untergebracht.

## Beschreibung
Die Anlage liegt auf einem Hügel im Glasgower Süden oberhalb des White Cart Waters. Die Gebäude sind in einer schlichten Spielart der Neorenaissance ausgestaltet. Ihre Gestaltung spiegelt die unterschiedlichen Bauphasen wider. Zu den ältesten Teilen gehört der Glockenturm, der, auf der Hügelkuppe gelegen, eine Landmarke darstellt. Er weist einen quadratischen Grundriss auf. Die übrigen Gebäude sind gereiht um den fast zentral gelegenen Trum gruppiert.